# 後陳逸史
《後陳逸史》（越南語：Hậu trần dật sử），越南歷史小說，由潘佩珠於二十世紀初採用漢文寫成。本書以後陳朝抵抗明朝統治作為主題，內容及人物大部份為虛構，以及作者聽來的野史故事。作者撰書的目的，是要號召越南人民抗法救國。

## 本書的編撰
《後陳逸史》的作者潘佩珠，為越南愛國志士，曾推動脫離法國獨立運動，本書亦在這種背景下，於二十世紀初寫成。潘佩珠著作這本小說的目的，是要令法國統治下的越南國民，勾起歷史上的先烈們對抗明人統治，「蓄志發憤，殲仇雪恥，驅逐吳賊」的回憶，從而「恢復我固有之主人權，以留遺我後」，令越南國民重拾獨立建國的精神。
關於本書創作的素材，據現代學者指出，內容中大部份的人物都屬虛構。另外，據潘佩珠在本書中亦提到，他將從故老中聽來的故事，加以運用到書中：「故氓遺老，樂向予談數百年前事。蓋從土字野史傳來者，予今述之，以告我國民。」

## 內容
- 前言一篇：闡述作者潘佩珠的復國宏願（沒有題目，置於第一節《救友棄家》之前）。
- 第一節《救友棄家》：本書主角翁熾（潘佩珠說「蓋翁熾，後來黎皇賞封崗國公也」）自年少時便不滿「吳賊」（指外來征服者），立志反抗，後來為救朋友而被迫投身綠林。
- 第二節《傲鞋入獄》：翁崗與豪傑翁堅結識，以及翁堅勇救因不肯向吳人折服而入獄的三名志士。
- 第三節《豪傑盟心》：翁堅、翁熾結識一批豪傑，全體合共四十九人，齊定抗敵復國盟誓。
- 第四節《英雄露膽》：女子姑志因堅拒吳人迫婚，父女遭到迫害，父親自盡，自己則扮成乞丐，矢志報仇，加入了翁崗、翁堅的陣營。
- 第五節《舊邦新命》：翁熾等豪傑們設立各種崗位，互相推舉擔任，並眾出由翁擴為寨主，成立「小獨立國」，名為「重光寨」。
- 第六節《大試小題》：翁熾俘擄冶工翁雲等要求製造軍械，獲得響應，以及男子俱沉遭吳人重稅壓迫，為保存家人只好出走，並遇上翁熾。
- 第七節《劍光出匣》：翁熾和俱沉等遇上一名因不肯出粟餵飼吳人巡檢官的馬匹，而將被判死刑的犯人，後來得老人翁真的協助，擒獲該名巡檢官。
- 第八節《鐵漢登壇》：英精等代表重光寨出外集款招人時，宣傳「國家」、「同胞」、「愛國家真者，必犧牲其一身自私自利之事，而以竭力于衞國」的道理，得到豪傑翁武等的來投。
- 第九節《冤禽填海》：講述加盟重光寨的女伶妃趙的事跡。
- 第十節《色石補天》：講述加盟重光寨的女僧蓮姑的事跡。
- 第十一節《逢場作戲》：翁熾、翁雲、翁真等在東城縣，因須要過關文憑，便狹持當地的吳人縣令，以奪取過關文憑。
- 第十二節《富強基礎》：講述重光寨有組織地進行製造武器、練軍、營商、農耕生產等工作，使寨中物資迅速滋盛。
- 第
- 第十三節《王伯權輿》：重光寨發動起義，制定方略，在當時的南部國土一帶（廣平、順化等地）與吳人周旋。
- 第十四節《絃歌殺伐》：一位為吳人效力的官員被豪傑蓮姑、姑志、英精等人用計使之醉倒，並揭露替外來統治者服務的苦況。
- 第十五節《枯腐神奇》：重光寨豪傑從前述的官員口中得知吳人情報，並準備攻順化城。
- 第十六節《張羅待虎》：重光寨豪傑謀劃攻順化等情況。
- 第十七節《赴海斬鯨》：重光寨豪傑攻取順化，聲勢大振，並後到鄧悉、鄧容等望族名士的支持。
- 第十八節《安排雷雨》：重光寨聲威壯大後再進一步研究方略、整頓人手，又分析各地形勢，並預示清化及北部地區將會有豪傑黎利主導戰事。
- 第十九節《指顧山河》：重光寨軍激戰吳軍於河清地區，取得大捷。
- 第二十節《驅策鬼神》：參謀長翁真與英力、英奮謀劃詐降計，令英力、英奮二人詐降吳軍。
- 第二十一節《乘風破浪》：重光寨軍進攻義安城，並在英力、英奮的從吳軍內部配合下獲勝。
- 第二十二節《環乾轉坤》：講述重光帝即位，以及最終敗亡。此外，作者於本節中呼籲越南國民必須毋忘古人的豐功偉績，努力實現「恢復故宇」的理想。

※以上各項，散見於《後陳逸史》內容中各節。

## 政治意義
本書內容具有相當濃厚的政治含義，其中之一是勞動人民為侵略者所壓迫，而社會各階層便起來反抗。作者意圖透過本書當中的虛構人物的言行和奮鬥，來號召國民抗法救國。

## 流傳版本
本書的抄本，於河內漢喃研究院圖書館有收藏。例如一份稱為「VHV一五二四本」，無目次，共八十一葉，半葉八行，每行約二十六字，另有一份稱為「VHV二二一六本」，為阮文榜依據「VHV一五二四本」抄出，亦無目次，共九十五葉，半葉八行，每行約二十三字。
本書的校點版本，收錄在臺灣學生書局於1992年出版的《越南漢文小說叢刊》第二輯「歷史小說類」，校點工作由范文深負責。